# افکار عمومی
افکار عمومی
(به انگلیسی: public opinion) مخرج مشترک آرا و رویکردهای بخش معینی از جامعه دربارهٔ موضوعات مرتبط با سیاست و اخلاق و مانند آنهاست، که ازطریق نظرسنجی به‌ دست می‌آید.به دیگر بیان، افکار عمومی به معادل جمعی نظرها، نگرش‌ها و باورهای بخش قابل توجهی از اعضای جامعه گفته می‌شود.در مورد تعریف علمی افکار عمومی دیدگاه‌های متفاوتی وجود دارند.

## جایگاه افکار عمومی
گرایش دانشمندان سیاست و برخی تاریخ‌نویسان بر این است که نقش افکار عمومی را در دولت و سیاست و به‌طور مشخص تأثیر آن را بر سیاست‌های دولتی بررسی کنند. برخی آن را با اراده ملی یکسان گرفته‌اند. با چنین نگاهی، این مفهوم در هر زمان معین و در مورد یک موضوع خاص تنها بر یک چیز دلالت دارد.
جامعه‌شناسان به افکار عمومی به دیدهٔ محصول تعامل اجتماعی و ارتباط می‌نگرند و مفهومی جامع‌تر برای آن متصور هستند. با نگاه جامعه‌شناسانه تا زمانی که اعضای یک جامعه با یکدیگر روابط اجتماعی برقرار نسازند، افکار عمومی موجودیتی نخواهد داشت.
حتی اگر نظرهای افراد جامعه به هم نزدیک باشد، اما باز هم باورهای آن‌ها در کنار هم افکار عمومی را شکل نخواهد داد تا زمانی که نظرهایشان از طریق رسانه‌ها –اعم از رسانه‌های نوشتاری، دیداری، شنیداری یا مجازی– یا مکالمهٔ تلفنی یا رودررو به هم منتقل شود؛ بنابراین جامعه‌شناسان برای افکار عمومی در یک زمان خاص و در مورد موضوعی خاص، احتمال وجود افکار عمومی مختلفی را مطرح می‌کنند.